# HD88042
HD88042 — хімічно пекулярна зоря спектрального класу
A й має видиму зоряну величину в смузі V приблизно 10,3.